# Cyanoramphus novaezelandiae
Cyanoramphus novaezelandiae és una espècie d'ocell de la família dels psitàcids que habita els boscos de la zona de Nova Zelanda, a les illes Nord i Sud, Stewart, Great Barrier, Auckland i illes Chatham, 